# アーノルド・J・レビン
アーノルド・J・レビン（Arnold J. Levine, 1939年7月30日 - ）は、アメリカ合衆国の分子生物学者。プリンストン高等研究所教授（システム生物学）。腫瘍抑制タンパク質であるp53遺伝子の発見で知られる。 
ニューヨーク・ブルックリン区出身。1961年ニューヨーク州立大学ビンガムトン校卒業。1966年ペンシルベニア大学大学院で生物学の博士号を取得後、カリフォルニア工科大学でポスドクとなる。
1968年プリンストン大学助教授、1976年同教授を経て、1979年にストーニーブルック医科大学で微生物学部長となり、1984年にプリンストン大学に戻った。 1998年ロックフェラー大学総長に就任、2004年から現職を務めている。

## 受賞歴
- 1998年 ルイザ・グロス・ホロウィッツ賞、パウル・エールリヒ&ルートヴィヒ・ダルムシュテッター賞
- 2000年 慶應医学賞
- 2001年 オールバニ・メディカルセンター賞